# رصد (جارية)
رصد هي جارية نوبية عاشت في القرن الخامس الهجري (الحادي عشر الميلادي) ، كانت جارية الخليفة الفاطمي الظاهر لإعزاز دين الله ووالدة الخليفة معد المستنصر بالله وقد أصبحت من أشهر سيدات البلاط الفاطمي في مصر وأكثرهن نفوذاً آنذاك.

## ألقابها
لقبت السيدة رصد بعدة ألقاب تعكس موقعها ونفوذها منها : السيدة ، و مولاتنا حيث كان الرجال يخاطبونها في حضرة إبنها الخليفة المستنصر بالله الفاطمي بـ(مولاتنا)، والجهة الجليلة ، والستر الرفيع والملكة.

## حياتها
كانت رصد جارية نوبية سوداء عند أبي سعد التستري وهو تاجر يهودي كان يتولى أمور بيت المال فاشتراها منه الخليفة الفاطمي الظاهر لإعزاز دين الله، وكانت ذات عقل وجمال وحنكة فولدت له ابنه المستنصر بالله الفاطمي سنة 420 للهجرة، وبعد وفاة زوجها أصبح ولدها المستنصر ثامن خلفاء الدولة الفاطمية وهو في السابعة من عمره، فأصبحت وصيةً عليه بعد ان حجبته عن التدخل في شؤون الدولة حتى بلوغه سن الرشد، وكان لها دور كبير خلال فترة الوصاية عليه في تسيير شؤون الدولة وتقريب الوزراء أو عزلهم حتى بعد أن أصبح إبنها شاباً. وكانت تلك الفترة مشحونة بالاضطرابات السياسية والإدارية والاقتصادية، وكان لها ديوان خاص تدير فيه شؤونها المالية والإدارية ولكنها كانت تتحكم منه بمقدرات البلاد من خلال تأثيرها على الوزراء وقادة الجند وأصحاب رؤوس الأموال من التجار والولاة، وعرفت بتقريبها لطبقة الجند والرقيق النوبيين والسودان والسعي لتغليبهم على طبقة الروم والأتراك في الدولة الفاطمية ما أدى إلى تصاعد حدة الصراع بين الفئتين. كانت السيدة رصد تقيم في قصر اللؤلؤة  والذي بناه زوجها الظاهر لإعزاز دين الله وكان من أجمل قصور القاهرة آنذاك، وكان من أحسن متنزهات القاهرة إذ إمتاز بحُسن الموقع فالجالس فيه يتمتع بالمناظر الخلابة المتمثلة بكثرة الحدائق ومياه النيل، فامتلكت زورقاً خاصاً مُحلى بالفضة لتتنزه فيه وقد أهداه لها أبو سعد التستري سنة 436 هـ ، ولقد قُدرت الفضة التي استعملت فيه بمئة ألف وثلاثـين ألـف درهم.